# Bettongia anhydra
Bettongia anhydra is een uitgestorven zoogdier uit de familie van de kangoeroeratten (Potoroidae). De wetenschappelijke naam van de soort werd voor het eerst geldig gepubliceerd door Hedley Herbert Finlayson in 1957. De soort is in de afgelopen honderd jaar uitgestorven, maar is alleen bekend van één individu dat in 1933 werd gevonden rond het Mackaymeer.

## Voorkomen
De soort kwam voor in de Tanamiwoestijn in Australië.